# بلینیشت
بلینیشت (به لاتین: Blinisht, Lezhë) یک واحد اداری در آلبانی است که در ناحیه لژه واقع شده‌است.